# Marie Christensen (1871-1945)
 Der er flere personer med dette navn, se Marie Christensen.
Karen Marie Christensen (født 3. februar 1871 i Kregme Sogn, død 14. september 1945 i København) var en dansk fagforeningskvinde, kvinderetsforkæmper og politiker.
Marie Christensen var tjenestepige, og oprørt over de slavelignende forhold, som tyende i Danmark levede under i 1800-tallet. I 1899 stiftede hun fagforeningen Københavns Tjenestepigeforening (indgik 1993 i Forbundet af offentligt ansatte). I provinsen blev der efterhånden oprettet tilsvarende foreninger, der i 1904 sluttede sig sammen til De samvirkende Tjenestepigeforeninger i Danmark med Marie Christensen som formand indtil 1927, hvor hun trak sig tilbage efter et hårdt og nedslidende arbejdsliv.
I 1906 oprettede hun Københavns Tjenestepigeforenings Fagskole i Rosengården 13, som hun var leder for indtil 1938. Det var en nyskabelse: Et foreningscenter med bladredaktion, arbejdsanvisning, bibliotek, fagskole med lærerinde- og elevværelser samt mødelokaler. Der fandtes desuden en restaurant, hvor gæsterne kunne nyde elevernes madlavning. Skolen ændrede siden navn til Husassistenternes Fagskole og lukkede i 1972 efter at have uddannet flere tusinder husassistenter.
Christensens væsentligste programpunkter var at skaffe tjenestepigerne faste løn- og arbejdsvilkår samt at få Tyendeloven af 1854 ophævet. Loven stillede dette erhverv ringere end andre former for arbejde, idet den gav arbejdsgiverne tugtelsesret og ret til at føre en skudsmålsbog, hvor herskaberne kunne formulere vurderinger af de ansatte tjenestepiger.
I 1904 blev Christensen udpeget af justitsminister P.A. Alberti til medlem af Tyendelovskommissionen. Hun blev hermed den første arbejderkvinde i Danmark, der fik sæde i en regeringskommission. Kommissionsarbejdet 1905-10 førte ikke umiddelbart til resultater, og Medhjælperloven af 1921, der afløste Tyendeloven, indfriede heller ikke til fulde hendes ønske om en arbejdsmarkedsreform for hendes faggruppe. Men skudsmålsbogen og tugtelsesretten blev trods alt afskaffet.
Grundloven af 1849 udelukkede kvinder og tyende fra valgret. Da kvinders valgret til sognerådsvalg var på tapetet i 1901 og til kommunalvalg i 1903-04 var det bl.a. Marie Christensens fortjeneste, at valgretten blev udstrakt til at omfatte tyende, idet hun havde iværksat en protestkampagne mod eksklusionen af sin stand. Hun gik ind i kvindevalgretskampen og var 1904 blandt stifterne af Politisk Kvindeforening, hvor hun blev bestyrelsesmedlem. Hun knyttede sig siden til Danske Kvindeforeningers Valgretsforbund, hvor hun blev mangeårig revisor. Hun var blandt valgretsforbundets delegerede ved International Woman Suffrage Alliance's kongres i Amsterdam i 1908.
Hun var også bestyrelsesmedlem i Socialdemokratisk Vælgerforening i Rosenborgkredsen, stillede op som Socialdemokratiets kandidat til Borgerrepræsentationen i København og indvalgtes ved jordskredsvalget 1917, som for første gang sikrede socialdemokratisk flertal i kommunen. Hun var borgerrepræsentant indtil 1921 og var bl.a. optaget af bolig- og saneringspolitik, især i Københavns indre by. Hun ville gerne stille op til Rigsdagen, men partiet ville ikke opstille hende.
Et andet af hendes mål var oprettelsen af et alderdomshjem for tjenestepiger. Det blev realiseret i 1935 ved åbningen af Husassistenternes Byggeforening og Alderdomshjem, som Marie Christensen selv flyttede ind i.